# Ольтёхский наслег
Ольтёхский наслег — сельское поселение в Усть-Алданском улусе Якутии Российской Федерации.
Административный центр — село Бейдинга.

## История
Статус и границы сельского поселения установлены Законом Республики Саха (Якутия) от 30 ноября 2004 года N 173-З N 353-III «Об установлении границ и о наделении статусом городского и сельского поселений муниципальных образований Республики Саха (Якутия)».

## Население
| 2002  | 2010  | 2011  | 2012  | 2013 | 2014  | 2015  |
| ----- | ----- | ----- | ----- | ---- | ----- | ----- |
| 1016  | ↗1040 | ↘1039 | ↘1006 | ↘962 | ↗1022 | ↗1034 |
| 2016  | 2017  | 2018  | 2019  | 2020 | 2021  |       |
| ↗1049 | ↘1038 | ↘1037 | ↘992  | ↗993 | ↘972  |       |

## Состав сельского поселения
| № | Населённый пункт | Тип населённого пункта       | Население |
| - | ---------------- | ---------------------------- | --------- |
| 1 | Арылах           | посёлок                      | ↘337      |
| 2 | Бейдинга         | село, административный центр | ↘631      |